# Stephen Kinnock
Stephen Nathan Kinnock (Tredegar, 1º gennaio 1970) è un politico britannico del Partito Laburista.

## Biografia

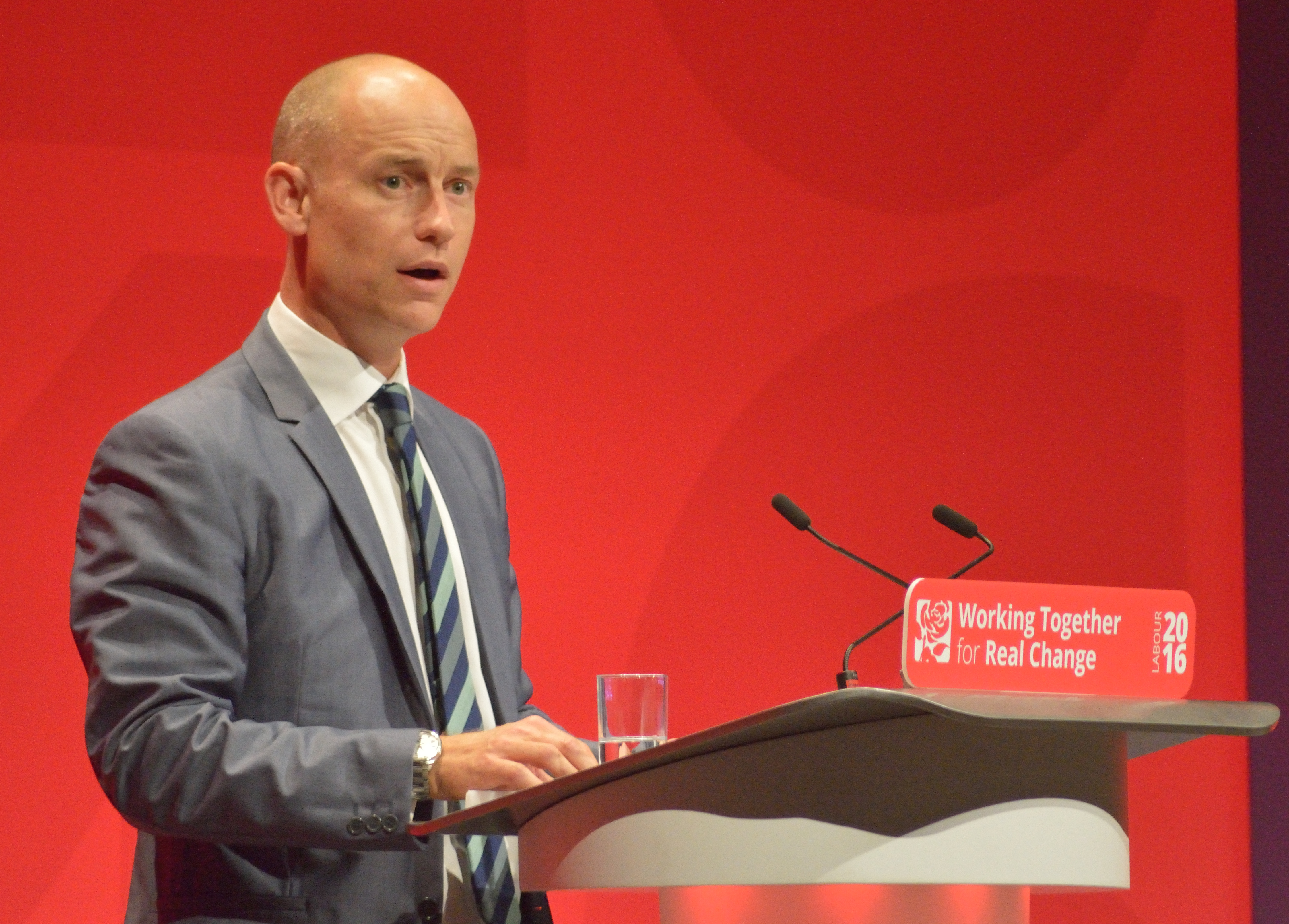
Stephen Kinnock parla alla Conferenza del Partito Laburista 2016 a Liverpool.

Nato da genitori attivi in politica per il Partito Laburista del Galles (il padre Neil Kinnock, ex leader laburista e la madre Glenys Kinnock), Stephen Kinnock ha studiato letteratura moderna al Queens' College di Cambridge, e ha ottenuto una master presso il Collegio d'Europa.
È sposato dal 1996 con Helle Thorning-Schmidt, primo ministro danese tra il 2011 e il 2015. La coppia ha avuto due figlie, di nome Johanna e Camilla. Trascorre la settimana nel Regno Unito e ritorna per vedere moglie e figli in Danimarca nei fine settimana.
Fu accusato di evasione fiscale da un tabloid danese, per il fatto di aver avuto la residenza in Svizzera, nonostante fosse sposato con una politica danese e trascorresse molto tempo in Danimarca.

### Deputato e ministro ombra per l'Asia e il Pacifico
Dal 7 maggio 2015 è deputato alla Camera dei comuni per il collegio di Aberavon (dal 2024 Aberafan Maesteg). Il 9 aprile 2020 assume l'ufficio di ministro ombra per l'Asia e il Pacifico sotto il nuovo leader dell'opposizione Keir Starmer.